# Гергард Бройн
Гергард Бройн (нім. Gerhard Breun; 7 квітня 1920, Нюрнберг — ?) — німецький офіцер-підводник, оберлейтенант-цур-зее резерву крігсмаріне.

## Біографія
9 квітня 1940 року вступив на флот. Після проходження навчання з 15 грудня 1940 року служив в 9-му дивізіоні корабельного озброєння (Штральзунд), з квітня 1941 року — в 34-й флотилії мінних тральщиків (Амстердам). В липні-вересні 1941 року пройшов курс кандидата в офіцери резерву, після чого повернувся в свою флотилію.
З 14 квітня по 7 червня 1942 року пройшов курс підводника, після чого був направлений на будівництво підводного човна U-266. З 24 червня 1942 року — 2-й вахтовий офіцер на U-266, на якому взяв участь в одному поході в Північну Атлантику (22 грудня 1942 — 17 лютого 1943), під час якого був потоплений 1 корабель водотоннажністю 4077 тонн. З 13 квітня 1943 року — 2-й, з 2 вересня 1943 року — 1-й вахтовий офіцер на U-410, на якому взяв участь у чотирьох походах, під час яких були потоплені 5 кораблів (28 367 тонн) і пошкоджений 1 корабель (3722 тонни).
З 16 травня по 3 липня 1944 року пройшов курс командира човна, після чого був переданий в розпорядження 22-ї флотилії (Готенгафен). В грудні 1944 року направлений на будівництво U-2358. З 16 січня 1945 року — командир U-2358. 5 травня 1945 року наказав затопити човен в рамках операції «Регенбоген». 8 травня 1945 року взятий в полон британськими військами. 29 липня 1945 року звільнений.

## Звання
- Рекрут (9 квітня 1940)
- Матрос-єфрейтор (1 січня 1941)
- Боцманмат (1 березня 1941)
- Боцман (1 лютого 1942)
- Боцман резерву (1 квітня 1942)
- Обербоцман резерву (1 травня 1942)
- Лейтенант-цур-зее резерву (1 жовтня 1942)
- Оберлейтенант-цур-зее резерву (1 березня 1944)

## Нагороди
- Залізний хрест
  - 2-го класу (1940)
  - 1-го класу (жовтень 1943)
- Нагрудний знак мінних тральщиків (1941)
- Нагрудний знак підводника (14 травня 1943)